# Joachim Klosterkötter
Joachim Klosterkötter (* 4. August 1946 in Meschede) ist ein deutscher Psychiater und Psychotherapeut.

## Akademischer und beruflicher Werdegang
Joachim Klosterkötter ist der Sohn des Universitätsprofessors für Umweltmedizin Werner Klosterkötter († 1978). Er studierte zunächst Humanmedizin an der Westfälischen Wilhelms-Universität Münster. 1972 absolvierte er dort das Staatsexamen und wurde promoviert. Mit Stipendien der Studienstiftung des Deutschen Volkes studierte er anschließend Psychologie und Philosophie an der Universität Bochum und an der Universität zu Köln
Von 1978 bis 1983 absolvierte er an der Universitäts-Nervenklinik Köln seine Ausbildung zum Facharzt für Psychiatrie und Neurologie und war ab 1984 klinischer Oberarzt an der Klinik für Psychiatrie und Psychotherapie der Rheinischen Friedrich-Wilhelms-Universität Bonn. Dort trat er in die Arbeitsgruppe des damaligen Klinikdirektors Gerd Huber ein und habilitierte sich im Jahr 1988 im Fach Psychiatrie mit einer Arbeit zu den „Basissymptomen und Endphänomenen der Schizophrenie“. 1990 übernahm er die Aufgaben des leitenden Oberarztes und stellvertretenden Klinikdirektors an der Klinik für Psychiatrie und Psychotherapie RWTH Aachen und wurde dort 1994 zum außerplanmäßigen Professor für Psychiatrie und Psychotherapie ernannt. Außerdem hatte er Professuren an der Medizinischen Akademie Erfurt und der Universität Erlangen-Nürnberg inne.
Von 1996 bis zu seiner Emeritierung im Jahr 2014 wirkte er an der Universität zu Köln als Lehrstuhlinhaber für Psychiatrie und Psychotherapie sowie Direktor der Klinik und Poliklinik für Psychiatrie und Psychotherapie am Universitätsklinikum Köln, wo er von 2001 bis 2003 auch stellvertretender Ärztlicher Direktor war. Außerdem war er von 2006 bis 2012 Dekan der Medizinischen Fakultät der Universität Köln. Seit 2015 ist er weiterhin in der Patientenversorgung und Forschung im MZV der Uniklinik Köln tätig.
Klosterkötter war zudem von 2014 bis 2016 Gastprofessor an der Seoul National University.

## Arbeitsschwerpunkte
Klosterkötter hat die von seinem akademischen Mentor Gerd Huber Ende der 1950er Jahre begründete und zusammen mit der Klinischen Psychologin Lilo Süllwoldsowie der Psychiatrischen Verlaufsforscherin Gisela Gross systematisch vorangetriebene Basisstörungsforschung seit 1984 in drei Schritten weiterentwickelt und für die Prävention psychischer Erkrankungen nutzbar gemacht. Zunächst konnte in phänomenologischen Untersuchungen aufgezeigt werden, dass die Schizophrenie-typische Positivsymptomatik (Wahnwahrnehmungen, verbale Halluzinationen, Beeinflussungserlebnisse) auf dem Wege regelmäßig durchlaufener Übergangsreihen aus vorbestehenden Basisstörungen der Denk-, Sprach- und Wahrnehmungsvorgänge hervorgeht. Sodann ließ sich in einer Reihe von psychopathologisch-neurobiologischen Prädiktionsstudien nachweisen, dass diese initialen, im Durchschnitt schon 5–6 Jahre vor dem Psychose-Ausbruch auftretenden kognitiv-perzeptiven Basisstörungen ein hohes Erkrankungsrisiko anzeigen und erste psychotische Episoden mit großer Treffsicherheit vorhersagen können. Hierauf folgte im dritten Schritt die Entwicklung, Erprobung und Bereitstellung von Verfahren, mit denen sich die Entstehung schizophrener und anderer psychotischer Störungen schon im Hochrisikostadium vor der Erstmanifestation durch Behandlung der prädiktiven Basisstörungen präventiv abfangen lässt.
1997 begann Klosterkötter am Kölner Universitätsklinikum mit dem Aufbau des ersten deutschen und europäischen Früherkennungs- und Therapiezentrums für erhöhte psychische Erkrankungsrisiken (FETZ), welches weltweit zu den führenden Zentren zur Früherkennung psychischer Erkrankungen zählt und modellhaft für den Aufbau vergleichbarer Einrichtungen an zahlreichen internationalen Standorten wurde.

## Weitere Tätigkeiten und Mitgliedschaften
Klosterkötter war Gründungs- und Vorstandsmitglied des vom Bundesministerium für Bildung und Forschung (BMBF) geförderten Kompetenznetzes „Schizophrenie“ und Netzwerkkoordinator im Bereich „Früherkennung und Frühintervention“. Er war Mitbegründer und bis 2018 Leiter der beiden Sektionen für „Prävention psychischer Störungen/Prevention of Mental Disorders“ der DGPPN und der European Psychiatric Association (EPA). Außerdem etablierte er in der European Scientific Association on Schizophrenia and other Psychoses (ESAS) eine bis heute von ihm geleitete Sektion für „Early Detection and Intervention“.
Klosterkötter führte die von Gerd Huber geschaffene Weißenauer Arbeitsgemeinschaft (WAG) für Psychosenforschung weiter. In Ergänzung dazu gründete er im Jahr 2000 den Kölner Verein für Seelische Gesundheit (KVsG) der die Früherkennung und -behandlung von psychischen Erkrankungsrisiken unterstützt und dabei auch die Alzheimer-Demenz miteinbezieht.
Klosterkötter ist Mitglied in zahlreichen nationalen und internationalen wissenschaftlichen Beiräten und Fachgesellschaften. Er gehört den Kuratorien für die Verleihung des Kurt-Schneider-Wissenschaftspreises (Vorsitz) des Gerd Huber-Forschungsförderpreises (Vorsitz), des Hans-Jörg-Weitbrecht-Preises für klinische Neurowissenschaften, des Aretaeus-Preises und des Galenus-von-Pergamon-Preises an. Seit 2015 ist er Mitglied der Gutachterkommission für ärztliche Behandlungsfehler der Ärztekammer Nordrhein.

## Auszeichnungen
- Kurt-Schneider-Wissenschaftspreis, 1986[2]
- Letten F. Saugstad’s Fund Award, 1992
- „Örnulv-Odegard-Memory-Prize“ der Weltgesundheitsorganisation (WHO), 1992[2]
- Bundesverdienstkreuz am Bande, 2014[6]
- Highly Cited Researcher, 2019[7]

## Veröffentlichungen (Auswahl)
Klosterkötter ist Autor bzw. Co-Autor von etwa 800 medizinisch-wissenschaftlichen Publikationen in internationalen Zeitschriften sowie langjähriger Herausgeber bzw. Mitherausgeber der deutschen Fachzeitschrift „Fortschritte der Neurologie und Psychiatrie“ und berät darüber hinaus Herausgebergremien internationaler wissenschaftlicher Journale.
- Basissymptome und Endphänomene der Schizophrenie. Eine empirische Untersuchung der psychopathologischen Übergangsreihen zwischen defizitären und produktiven Schizophreniesymptomen, Springer, Berlin / Heidelberg / New York 1988, ISBN 3-540-18988-2.
- mit Gisela Gross, Gerd Huber und Maria Linz: BSABS: Bonner Skala für die Beurteilung von Basissymptomen. Springer-Verlag, Berlin 1987, ISBN 0-387-17383-8.
- als Hrsg.: Frühdiagnostik und Frühbehandlung psychischer Störungen. Springer, Berlin 1998, ISBN 3-540-64440-7.
- mit F. Schultze-Lutter, J. Addington und S. Ruhrmann: Schizophrenia Proneness Instrument Adult-Version (SPI-A). Giovanni Fioriti, Rom 2007, ISBN 978-88-87319-88-0.
- mit Heinz Häfner, Andreas Bechdolf und Kurt Maurer: Psychosen – Früherkennung und Frühintervention. Schattauer Verlag, Stuttgart 2012, ISBN 978-3-608-42704-2.
- mit G. Gross und R. Schüttler: 50 Jahre Psychiatrie. Schattauer Verlag, 2012
- mit Wolfgang Maier: Handbuch Präventive Psychiatrie: Forschung – Lehre – Versorgung. Schattauer/Thieme Verlag, Stuttgart 2017, ISBN 978-3-608-43050-9.